# Drie Poorten

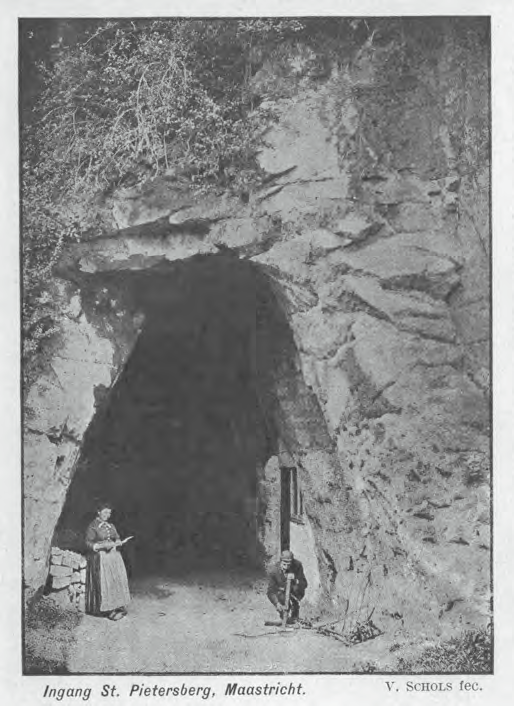
ingang van de Mussenberg met tunnel en hierin de grotwoning

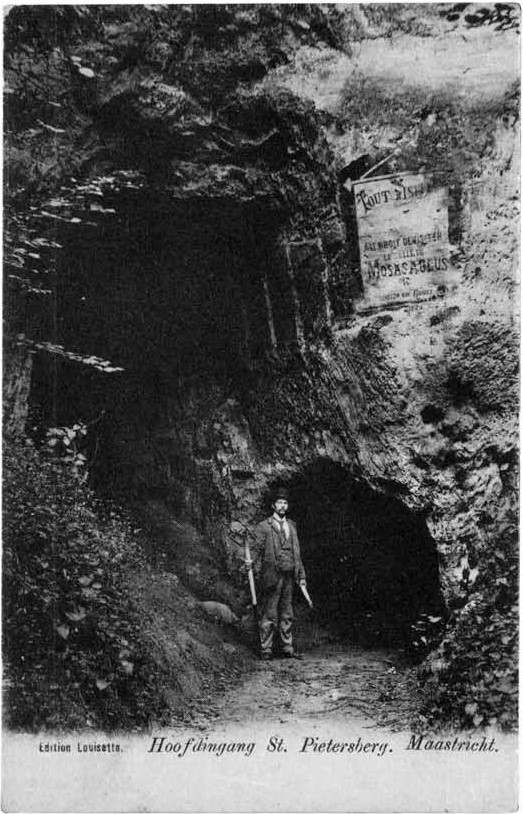
de ingang Drie Poorten met gids met een flambouw (lichtbron) en een affiche met daarop de tekst Tout Visiteur a le droit de visiter la Salle du Mosasaurus etc. Sadresser aux guides. - vertaald: Alle bezoekers hebben het recht om de Mosasauruszaal etc. te bezoeken, vraag de gidsen.

De Drie Poorten of Drei Looker was de hoofdingang van het Gangenstelsel Slavante van de Sint-Pietersberg in Nederlands Zuid-Limburg in de gemeente Maastricht. De ingang lag ten zuiden van Slavante op de oostelijke helling van de Sint-Pietersberg en het Plateau van Caestert in de westelijke helling van het Maasdal.
De ingang Drie Poorten was gelegen achter Chalet Lichtenberg dat gelegen was op de plaats waar later de directeurswoning van de ENCI werd gebouwd. De ingang lag even voor
de in de 21e eeuw nog bestaande trap die het plateau oploopt vanaf Casino Slavante omhoog.

## Geschiedenis
In de 15e eeuw begonnen de observanten in het klooster van Slavante met het zagen van mergelblokken voor de bouw van hun klooster op de hellingen van de Sint-Pietersberg. Sindsdien werd het gangenstelsel door blokbrekers verder ontgonnen.
In 1670 werd er een prent uitgegeven waarop de tunnel van de Mussenberg werd afgebeeld.
In de 19e en grofweg eerste helft van de 20e eeuw werd het gangenstelsel van Slavante toeristisch geëxploiteerd via deze ingang en werden er tal van prentbriefkaarten uitgegeven met afbeeldingen van de ingang van het gangenstelsel. Toeristische rondleidingen begonnen bij de Drie Poorten, waardoor deze entree bij het grote publiek bekend werd. In 1897 kreeg het gangenstelsel Zonneberg een eigen ingang en ontstond er tussen de beide gangenstelsels een concurrentiestrijd. Voor een rondleiding startende vanaf de Drie Poorten betaalde men volgens een ANWB-gids uit 1916 twee gulden voor de eerste persoon en 50 cent voor iedere persoon daarbij, hetgeen duur was voor die tijd.
Rond de eeuwwisseling aan het begin van de 20e eeuw werd de onderste ingang van de Drie Poorten in gebruik genomen.
Tussen 1910 en 1915 (rond 1911) stortte de tunnel van de Mussenberg grotendeels in en een restant bleef er staan.
Met de uitbreidingen van de ENCI in de 20e eeuw verloor de Drie Poorten aan betekenis voor toeristische rondleidingen en werden uiteindelijk helemaal verlegd naar het stelsel Zonneberg. Toen in de 20e eeuw de resterende mergelgangen werden volgespoten met vliegas, werd de holle weg naar de ingang dichtgestort. Het dichtstorten van de ingang vond plaats toen men de eerste dagbouwontginningen afwerkte en een ENCI-talud werd aangelegd. De hoogst gelegen doorgang in de kalkwand van de Drie Poorten werd ontoegankelijk gemaakt door de mergelwand gedeeltelijk op te blazen. Dit vond plaats in het midden van de jaren 1970 toen er geprobeerd was om de ingang van het gangenstelsel weer open te graven.
In de 21e eeuw bestaat de groevewoning nog steeds en is in gebruik als tuinschuur bij de directeurswoning van de ENCI.

## Ingang
De ingang Drie Poorten werd in 1819 door Jean-Baptiste Bory de Saint-Vincent beschreven met (vertaald):

Grote doorboorde rots, leunend tegen de zuidelijke muur van het klooster van de Observanten, en waaronder een van de wegen passeert waardoor men de steengroeven binnenkomt.

De ingang bereikte men door westelijk van Chalet Lichtenberg het pad te nemen. Vlak achter het chalet lag de Mussenberg, een vrijstaande kalksteenrots die direct achter de zuidelijke omsluitingsmuur van het kloostercomplex gelegen was. Om bij de ingang te komen moest men eerst door de tunnel door de Mussenberg, die ondergronds een haakse bocht maakte. In de tunnel bevond zich direct na de ingang aan de rechterkant een groevewoning. Aan de andere kant van de tunnel vervolgde de weg als een holle weg die steeds dieper kwam te liggen. De ingang van het gangenstelsel lag in een ongeveer tien meter hoge bergwand van kalksteen. In deze wand bevonden zich op verschillende niveaus openingen van mergelgangen, drie in totaal, waaraan deze ingang haar naam had te danken.
De ingangspartij was tamelijk laag in vergelijking met de hoge gangen in het achterliggende stelsel. Anno begin 21e eeuw is van de Mussenberg nog de loodrechte rechterwand resterende van de tunnel door de Mussenberg met daarin de dichtgemetselde groevewoning.

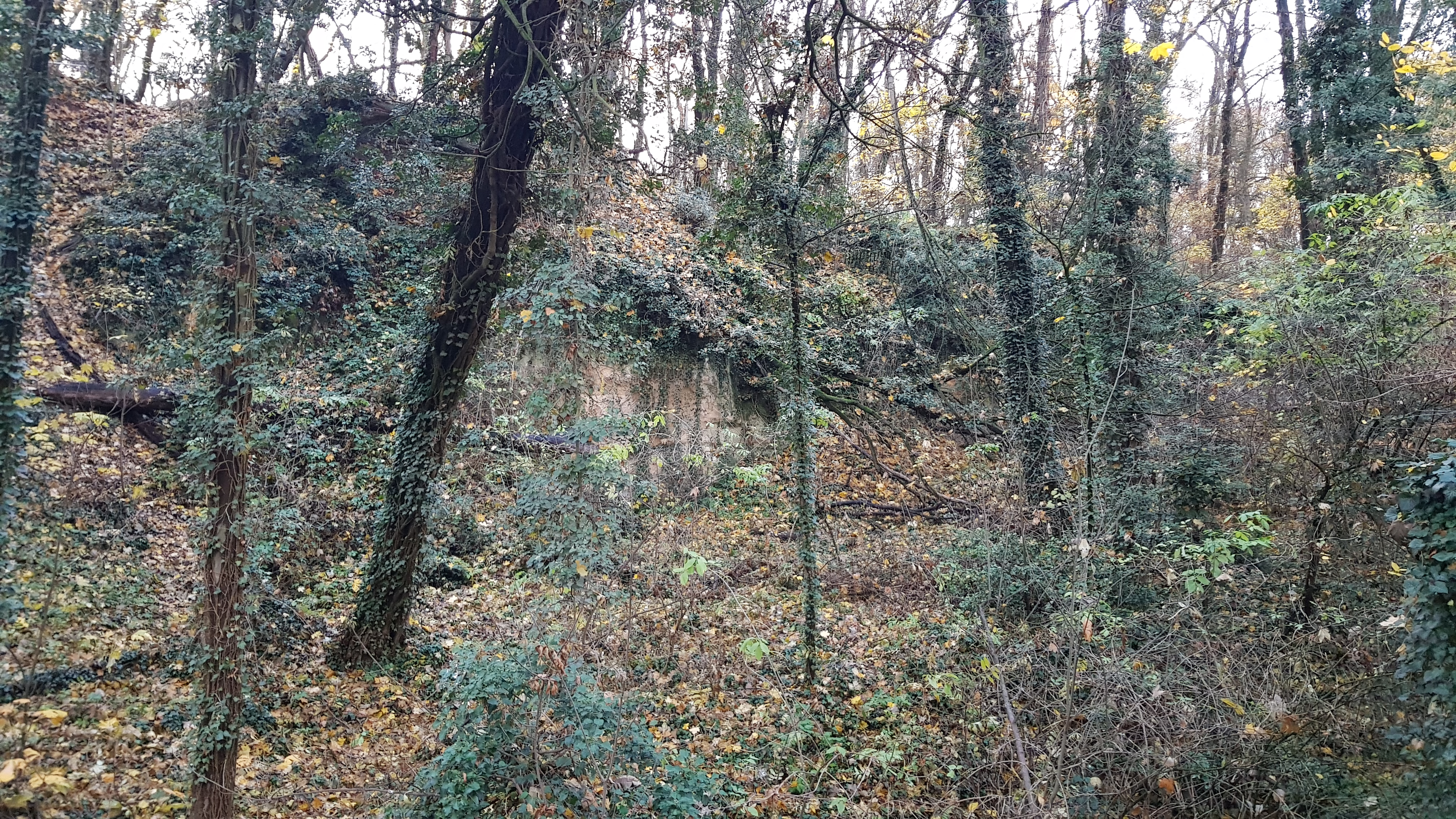
restant Drie Poorten anno 2019
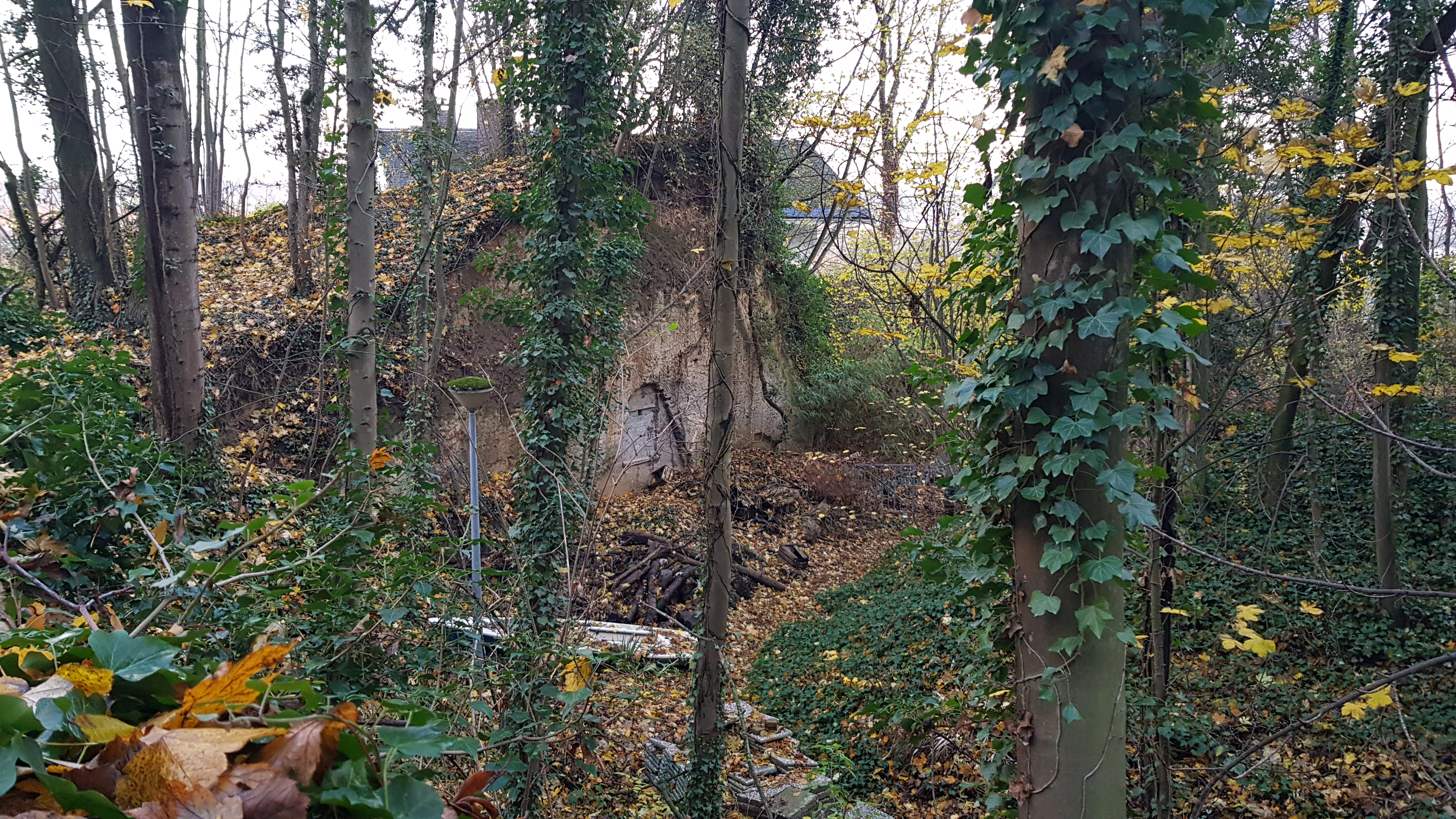
restant Mussenberg met ingang groevewoning anno 2019